# La Cittadella (settimanale)

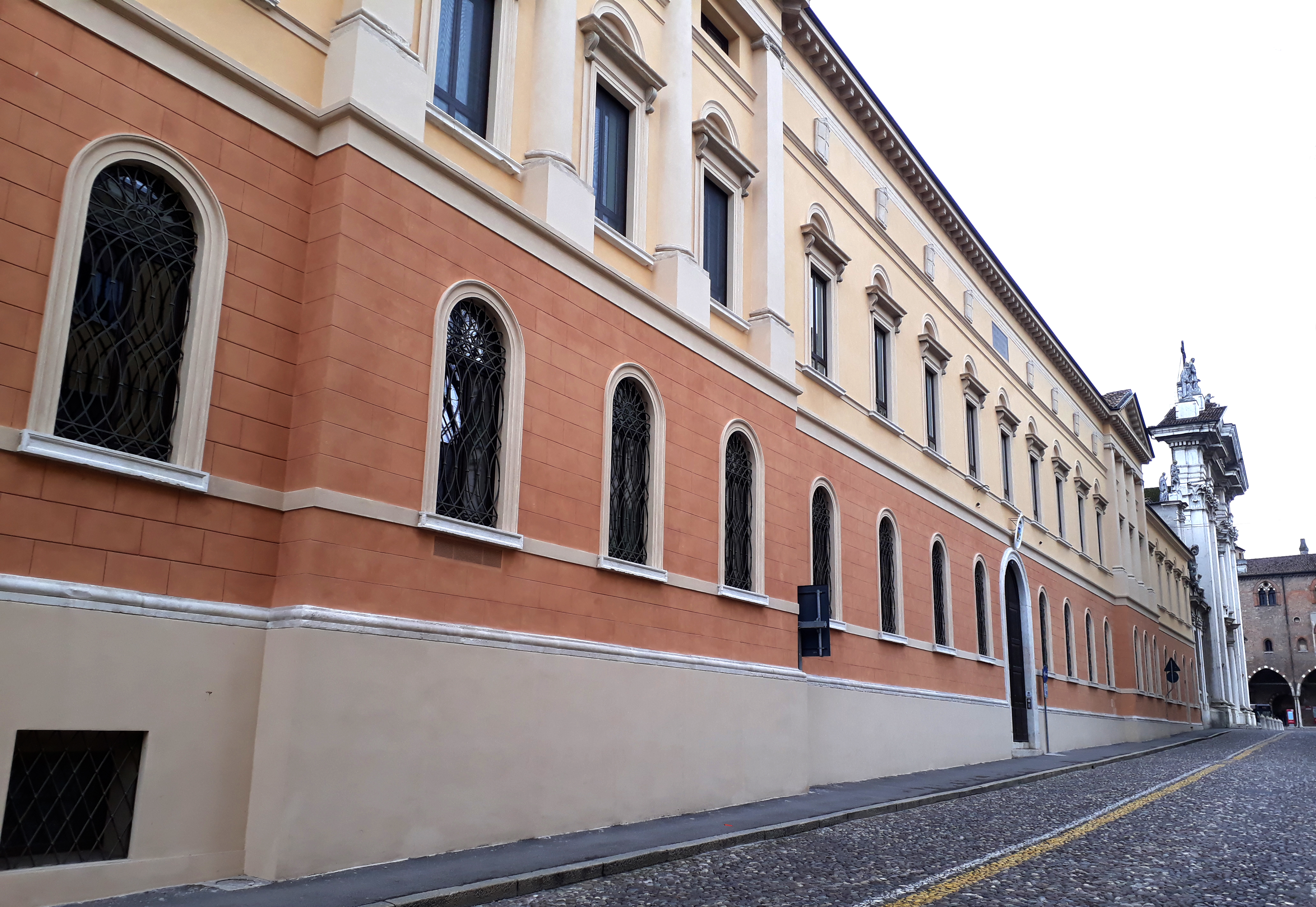
Mantova, Seminario Vescovile, sede de La Cittadella.

La Cittadella è un settimanale di ispirazione cattolica della diocesi di Mantova. In supplemento in edicola ogni domenica con il quotidiano Avvenire, fornisce contenuti, servizi e notizie sulla vita della Chiesa e della città di Mantova e provincia, e su iniziative di carattere culturale.
Nato nel luglio 1945 ad opera di alcuni sacerdoti vissuti nella Resistenza, fa parte della Federazione italiana settimanali cattolici (Fisc), che riunisce 155 settimanali diocesani d'Italia.

## Direttori
- 1945-1946 Mario Ghirardi
- 1946-1956 Costante Berselli[3]
- 1957-1970 Luigi Giglioli[4]
- 1971-1975 Roberto Brunelli[5]
- 1976-1985 Stefano Siliberti[6]
- ottobre 1985-gennaio 2015 Benito Regis[7]
- gennaio 2015-marzo 2017 Paolo Lomellini[8]
- marzo 2017-giugno 2020 Giovanni Telò[9]
- luglio 2020-dicembre 2020 Giampaolo Ferri
- da gennaio 2021 Antonio Galuzzi.